# Departamento de Cañete
El Departamento de Cañete es una antigua división territorial de Chile, que pertenecía a la provincia de Arauco. La cabecera del departamento fue Cañete. Fue creado sobre la división del antiguo Departamento de Lebu. 
El 30 de diciembre de 1927, con el DFL 8582, se suprime la provincia de Arauco, anexándose a la Provincia de Concepción, y modifican los límites departamentales.
- Se genera el nuevo Departamento de Coronel, con capital en Coronel, abarcando el territorio de los antiguos Departamento de Lautaro, Departamento de Arauco y una parte del Departamento de Lebu, cuyos límites son: al norte, el límite Sur del actual departamento de Arauco; al Este, la cordillera de Nahuelbuta; al Sur, el río Trongol, y al oeste, el río Curanilahue. La cabecera del departamento será la ciudad de Coronel.
- Se genera el nuevo Departamento de Arauco con capital en Lebu, abarcando los territorios del Departamento de Cañete y parte del antiguo Departamento de Lebu, en la parte no comprendida en el departamento de Coronel.
- Con esto, se suprime los antiguos Departamento de Lautaro, Departamento de Cañete y Departamento de Lebu.

Con el DFL 8583, se modifican los límites comunales de los nuevos Departamento de Coronel y Departamento de Arauco. 
En 1934, se restituye la Provincia de Arauco y los departamentos Arauco, Cañete y Lebu.

## Límites
El Departamento de Cañete limitaba:
- al norte con el Departamento de Lebu.
- Al oeste con la Océano Pacífico
- al sur con el Departamento de Imperial
- al este con el Departamento de Traiguén

Desde 1934 el Departamento de Cañete limitaba:
- al norte con el Departamento de Lebu.
- al oeste con el Océano Pacífico
- al sur con el Departamento de Imperial
- Al este con la Departamento de Traiguén

## Administración
La Ilustre Municipalidad de Cañete se encargaba de la administración local del departamento, con sede en Cañete, en donde se encontraba la Gobernación Departamental. 
El 22 de diciembre de 1891, se crea la Municipalidad de Quidico con sede en Quidico, que administraba las Subdelegaciones 5a Paicao, 7a Curanilahue (Antiquina)†, y 8a Quidico, en el departamento, con los límites que le asigna los decretos del 21 de octubre de 1885. 
Desde el 22 de diciembre de 1891, la I. Municipalidad de Cañete, administra las subdelegaciones restantes del departamento, con los límites que le asigna los decretos del 21 de octubre de 1885 y 8 de agosto de 1888.
En 1927 con el DFL 8582 se suprime el departamento que pasa a formar parte del nuevo Departamento de Arauco y con el DFL 8583 se definen las nuevas subdelegaciones y comunas, que entran en vigor el año 1928.
 †Nota: En el Decreto original aparece la subdelegación 7a Curanilahue, sin embargo el DFL 8583 la menciona como Subdelegación 7a Antiquina. Se prefiere esta última denominación, ya que también existió una subdelegación 7a Lavaderos de Tucapel, luego llamada 7a Curanilahue que fue el territorio de la Municipalidad de Curanilahue creada en 1913. Por otro lado en el Decreto se nombra la creación de la Municipalidad de Imperial, con la subdelegación, 9a Tirúa. Sin embargo, corresponde a la Municipalidad de Imperial creada en la subdelegación, 4a Tirúa del Departamento de Imperial

## Subdelegaciones
Las subdelegaciones cuyos límites son fijados con el decreto del 21 de octubre de 1885, son las siguientes:
- 1a Cañete
- 2a Cayucupil
- 3a Peleco
- 4a Linquilhué
- 5a Paicao (Paicaví)
- 6a Contulmo
- 7a Curanilahue (Antiquina)†
- 8a Quidico (Quinico)

 † Nota: En el Decreto original aparece la subdelegación 7a Curanilahue, sin embargo el DFL 8583 la menciona como Subdelegación 7a Antiquina. Se prefiere esta última denominación, ya que también existió una subdelegación 7a Lavaderos de Tucapel, luego llamada 7a Curanilahue que fue el territorio de la Municipalidad de Curanilahue creada en 1913 

## Comunas y Subdelegaciones
De acuerdo al DFL 8583 del 30 de diciembre de 1927, en el nuevo Departamento de Arauco se crean las comunas y subdelegaciones de Cañete y Contulmo con los siguientes territorios:
- Cañete, que comprende las antiguas subdelegaciones 1.a Cañete, 2.a Cayucupil, 3.a Peleco, 4.a Llinquilhué y 5.a Paicaví, del antiguo departamento de Cañete.
- Contulmo, que comprende las antiguas subdelegaciones 6.a Contulmo, 7.a Antiquina y 8.a Quinico, del antiguo departamento de Cañete, incluyendo la isla de la Mocha.

En 1934 el Departamento de Cañete, pasa a tener la comunas y subdelegaciones de Cañete y Contulmo, provenientes del departamento de Arauco
En 1972, mediante la ley 17.712, se crea la comuna de Tirúa, con parte de la comuna de Contulmo.